# Săcele
Săcele (německy Siebendörfer, maďarsky Négyfalu, v letech 1950–2001 Szeceleváros) je město v Rumunsku v župě Brašov. Nachází se u břehu řeky Tărlung, asi 169 km severozápadně od Bukurešti, a je jedním z předměstí Brašova, od jehož centra se nachází asi 9 km jihovýchodně. V roce 2011 žilo ve městě 30 798 obyvatel, Săcele je tak druhým největším městem župy Brašov.
Městem procházejí silnice DN1A a DN1K. Săcele se skládá z několika čtvrtí, ž nichž některé byly původně samostatnými vesnicemi – Baciu, Bunloc, Electroprecizia, Movilei, Satulung, Ștefan Cel Mare a Turcheș.